# Yesterdays (álbum de Yes)
Yesterdays es un álbum compilatorio lanzado en 1975 por el grupo de rock progresivo Yes. Lanzado en un momento en el que los miembros del grupo comenzaban a desarrollar proyectos solistas, consiste principalmente en material de sus primeros dos álbumes, Yes y Time and a Word. Además incluye "Dear Father", lado B lanzado en 1970, y un cover de la canción "America" de Simon y Garfunkel inicialmente incluida en el disco de recopilación "The New Age of Atlantic" (Atlantic Records, 1972). Una versión editada de esta última canción fue lanzada como sencillo en Estados Unidos ese mismo año.
La alineación original de Yes con Peter Banks y Tony Kaye participa en todas las canciones del disco, a excepción de "America", donde aparecen Steve Howe y Rick Wakeman.

## Lista de canciones
1. "America" (Paul Simon) - 10:30
2. "Looking Around" (Jon Anderson/Chris Squire) - 4:00
3. "Time and a Word" (Jon Anderson/David Foster) - 4:32
4. "Sweet Dreams" (Jon Anderson/David Foster) - 3:50
5. "Then" (Jon Anderson) - 5:45
6. "Survival" (Jon Anderson) - 6:20
7. "Astral Traveler" (Jon Anderson) - 5:53
8. "Dear Father" (Jon Anderson/Chris Squire) - 4:21

Yesterdays alcanzó el puesto #27 en las listas de popularidad del Reino Unido, y el #17 en Estados Unidos.

### Integrantes
- Jon Anderson: vocales
- Chris Squire: bajo, vocales
- Peter Banks: guitarra (canciones 2-8)
- Tony Kaye: piano, órgano, moog (canciones 2-8)
- Steve Howe: guitarra, vocales (canción 1)
- Rick Wakeman: teclados (canción 1)
- Bill Bruford: batería